# Pierre Gouhier
Pour les articles homonymes, voir Gouhier.
Pierre Gouhier, né le 26 septembre 1937 à Longueville (Calvados) et mort à Bayeux le 18 avril 2012, est un historien moderniste français, agrégé d'histoire, professeur à l'Université de Caen, spécialiste de démographie historique et d'histoire de la Normandie à l'époque moderne.

## Publications
- Port-en-Bessin 1597-1792. Étude d'histoire démographique, 1962 Lire résumé en ligne
- Atlas historique de Normandie, en collaboration avec Anne Vallez, Jean-Marie Vallez.
- Les militaires, Paris, 1983.
- Caen, Caennais, qu'en reste-t-il ?, Horvath, 1986.